# Контини, Джорджо
Джорджо Контини (нем. Giorgio Contini; род. 4 января 1974, Швейцария) — швейцарский футболист и тренер.

## Карьера игрока
Воспитанник «Винтертура» Джорджо Контини начал свою карьеру футболиста в начале девяностых годов. До середины десятилетия выступал за клубы Националлиги Б, пока в 1996 году не стал игроком «Санкт-Галлена», в котором и провёл большую часть карьеры, а также добился главного достижения в своей карьере: чемпионский титул в Швейцарии сезона 1999/2000.
В 2001 году единственный раз в карьере сыграл за национальную сборную Швейцарии в товарищеском матче против Польши.

## Карьера тренера
После завершения карьеры игрока в 2005 году начал тренировать клуб низшей швейцарской лиги в Винтертуре. В 2006 году получил место в системе «Санкт-Галлена», возглавив вторую команду, попутно являясь ассистентом главного тренера основной команды. В сезоне 2011/12 был помощником Мурата Якина в клубе «Люцерн». Покинул команду летом 2012 года. 15 ноября 2012 года начал работу в качестве главного тренера клуба «Вадуц» из Лихтенштейна. В сезоне 2013/14 вывел «Вадуц» в Суперлигу Швейцарии и дважды помогал клубу сохранить прописку в элите. 7 марта 2017 года было объявлено о расторжении контракта с тренером по обоюдному согласию сторон. Одной из главных причин называется давление болельщиков на руководство клуба из-за трансферной политики. По ходу зимнего трансферного окна сезона 2016/17 «Вадуц» не приобрёл ни одного игрока, но продал одного из лидеров команды — Паскаля Шюрпфа. Контини был одной из мишеней для негативных высказываний болельщиков в интернете. Сам Контини от комментариев по поводу ухода отказался. Главным тренером «Вадуца» Джорджо Контини был больше четырёх лет, проведя во главе команды 180 матчей.

## Достижения
В качестве игрока
 «Санкт-Галлен»
- Чемпион Швейцарии — 1999/2000

В качестве тренера
 «Вадуц»
- Обладатель Кубка Лихтенштейна — 2012/13, 2013/14, 2014/15, 2015/16
- Победитель Челлендж-лиги — 2013/14
- Тренер года в Лихтенштейне 2014